# ミツウロコグリーンエネルギー
ミツウロコグリーンエネルギー株式会社は、日本の電力会社。電力自由化に伴い「新電力」として参入した、再生可能エネルギーを開発・販売する小売電気事業者である。

## 所在地
- 本社 - 東京都中央区日本橋2-11-2　太陽生命日本橋ビル14階
- 西日本支店 - 大阪府大阪市淀川区宮原1-6-1　新大阪ブリックビル7階
- 九州支店 - 福岡県福岡市博多区博多駅前1-15-20　NMF博多駅前ビル10階
- 東北支店 - 宮城県仙台市青葉区中央1-3-1　AERビル18階
- 天塩事業所 - 北海道天塩郡天塩町山手裏通5丁目1438番3
- 神栖事業所 - 茨城県神栖市柳川1613-3
- 田原事業所 - 愛知県田原市赤石6-56

## 提供エリア（低圧向け）
- 北海道・北陸・沖縄エリアを除く全てのエリア - 2016年4月1日～順次開始